# SOS dětské vesničky
SOS dětské vesničky jsou nestátní nezisková organizace, jejíž misí je poskytovat alternativní péči dětem, které nemohou vyrůstat ve své vlastní rodině.

## Historie
Myšlenka SOS dětských vesniček vznikla v Rakousku v roce 1949 jako jeden ze způsobů zajistit opuštěnému dítěti péči náhradních rodičů. Jejím původcem a následně realizátorem byl Rakušan dr. Hermann Gmeiner, který ideu spojit opuštěné děti s matkami, které děti nemají, uvedl ve skutečnost založením SOS dětské vesničky v rakouském Imstu. Tehdy byla zaměřena především na válečné sirotky a v důsledku války na opuštěné děti. Základem bylo přiblížit podobu této náhradní péče co možná nejvíc skutečné rodině – matka s dětmi žije v samostatném domě v podpůrném prostředí vesničky. Hlavní zásadou je nerozdělovat od sebe sourozence. Prvnímu domu dal H. Gmeiner název Dům míru, posléze vznikly další; dodnes je "prototyp Imst" vzorem pro další země, jak prakticky, snadno a relativně levně realizovat náhradní rodinnou péči dětem, kterým vlastní rodina selhala.

## SOS dětské vesničky v Česku
V roce 1967 Hermann Gmeiner přijel na pozvání České pediatrické společnosti představit tento projekt do Československa. V roce 1968 vznikl nejdříve Kruh přátel SOS dětské vesničky a posléze Sdružení SOS dětských vesniček a bylo založeno Konto 777 SOS dětské vesničky. O rok později, v roce 1969, byla již na kontě částka 28 miliónů Kčs a byla zahájena výstavba vesničky v Doubí u Karlových Varů. 4. října 1970 tato vesnička zahájila činnost a byl položen základní kámen vesničky na Chvalčově na Kroměřížsku. Její výstavba začala v roce 1971, o rok později 1972 byla zahájena výstavba vesničky v Brně-Medlánkách a rok nato 1973 spustila činnost vesnička ve Chvalčově.
Období normalizace sedmdesátých let nepřálo žádné formě občanských iniciativ – v roce 1974 byly vesničky převedeny pod pravomoc státu a o rok později ustavena komise k likvidaci Sdružení. To bylo obnoveno po listopadu 1989, následně byly Sdružení předány fungující vesničky v Doubí a na Chvalčově a roku 1996 znovu zahájena výstavba nedokončené vesničky v Brně-Medlánkách, která byla pro děti otevřena v roce 2003.
V roce 1993 bylo Sdružení SOS dětské vesničky přijato za řádného člena mezinárodní organizace SOS Kinderdorf International se sídlem v Rakousku.

## Idea a koncepce
SOS dětské vesničky jsou neziskovou organizací, zabývající se dlouhodobou přímou pomocí ohroženým dětem. S vizí, že každé dítě si zaslouží vyrůstat v bezpečném a láskyplném prostředí rodiny, poskytují širokou škálu služeb a zázemí pěstounským rodinám, preventivní, okamžitou a následnou péči ohroženým dětem i mladým dospělým.
Pěstounská péče / služby pro pěstouny – SOS Přístav
Komplexní služby pěstounským rodinám. Jedná se o služby poradenské, psychologické, terapeutické, pedagogické, sociální, odlehčovací.
Preventivní péče – SOS Kompas, SOS Kajuta
Odborné služby terénních sociálních pracovníků rodinám ohroženým odebráním dítěte. Jedná se o zajištění preventivní péče rodinám s dětmi ve složité životní situaci, kterou sami nedokáží řešit. Cílem péče je stabilizovat rodinu a předejít odebrání dítěte.
Okamžitá pomoc – SOS Sluníčko
SOS Sluníčko je zařízením s nepřetržitým provozem pro děti v krizové situaci, které vyžadují okamžitou pomoc. SOS Sluníčko pomáhá rodinám, které se na přechodnou dobu nemohou o dítě postarat a také dětem zanedbávaným nebo týraným.
Následná péče – SOS Kotva
Příprava mladých dospělých z dětských domovů a pěstounských rodin na samostatný život.